# مثلث الحزن
مثلث الحزن فيلم كوميديا سوداء من تأليف واخراج روبين أوستلوند. وبطولة هاريس ديكنسون ووودي هارلسون.

## الجوائز
| قائمة الجوائز والترشيحات  | قائمة الجوائز والترشيحات | قائمة الجوائز والترشيحات | قائمة الجوائز والترشيحات |
| المهرجان                  | الجائزة                  | المستلم                  | النتجة                   |
| ------------------------- | ------------------------ | ------------------------ | ------------------------ |
| مهرجان كان السينمائي 2022 | السعفة الذهبية           | مثلث الحزن               | فوز                      |

## روابط خارجية
- مثلث الحزن على موقع IMDb (الإنجليزية)
- مثلث الحزن على موقع ميتاكريتيك (الإنجليزية)
- مثلث الحزن على موقع روتن توميتوز (الإنجليزية)
- مثلث الحزن على موقع ألو سيني (الفرنسية)
- مثلث الحزن على موقع أول موفي (الإنجليزية)
- مثلث الحزن على موقع فيلمافينيتي (الإسبانية)
- مثلث الحزن على موقع قاعدة بيانات الأفلام السويدية (السويدية)
- مثلث الحزن على موقع قاعدة بيانات الفيلم (الإنجليزية)
- مثلث الحزن على موقع ليتربوكسد (الإنجليزية)
- مثلث الحزن على موقع كينوبويسك (الروسية)